# Lars Grunske
Lars Grunske (* 15. März 1976 in Zehdenick) ist ein deutscher Informatiker und Professor für Softwaretechnik an der Humboldt-Universität zu Berlin.

## Leben
Grunske studierte Technische Informatik und schloss das Studium 1999 mit einem Titel als Diplom-Ingenieur ab. Bis 2003 studierte er dann Diplom-Informatik (Schwerpunkt Softwaretechnik) an der TU Berlin. 2004 wurde er im Fach Informatik am Hasso-Plattner-Institut bei Peter Liggesmeyer zum Thema Architekturoptimierung promoviert. Von 2004 bis 2007 war er Boeing Postdoctoral Research Fellow an der University of Queensland, Australien, abschließend bis 2010 Lecturer an der Swinburne University of Technology, Australien. 2010 berief man ihn zum Juniorprofessor an der TU Kaiserslautern. Zwei Jahre später wurde er Professor für Zuverlässige Softwaresystem an der Universität Stuttgart. 2015 berief man ihn zum Professor für Softwaretechnik im Fachbereich Informatik der Humboldt-Universität zu Berlin.
Seit 2018 ist Prof. Grunske Sprecher des Beirats der Universitätsprofessor(inn)en der Gesellschaft für Informatik.

## Forschungsschwerpunkt und wissenschaftliche Beiträge (Auswahl)
Lars Grunske wird international als einer der führenden Softwaretechnikforscher gesehen und gilt im Speziellen als Experte auf dem Gebiet der automatisierten Softwareentwicklung. Sein Forschungsschwerpunkt ist dabei insbesondere das Design und die Analyse von sicherheitskritischen Anwendungen. Speziell hervorzuheben sind dabei die wissenschaftliche Beiträge zur Formalisierung von Anforderungen  (z. B. mit probabilistischen Spezifikationsmustern und Behavior Trees) und im automatisierten Architekturentwurf.

## Publikationen
Lars Grunske hat mehr als 80 Papiere im Gebiet der Softwaretechnik veröffentlicht. Zu den wichtigsten Arbeiten gehören:
- mit Carlos Oliveira, Aldeida Aleti, Kate Smith-Miles: Mapping the Effectiveness of Automated Test Suite Generation Techniques. In: IEEE Transactions on Reliability,  67(3): 771–785 (2018)
- mit Marco Autili, Markus Lumpe, Patrizio Pelliccione, Antony Tang: Aligning Qualitative, Real-Time, and Probabilistic Property Specification Patterns Using a Structured English Grammar. In: IEEE Transactions on Software Engineering, 41(7): 620–638 (2015)
- mit Aldeida Aleti, Irene Moser, Indika Meedeniya: Choosing the Appropriate Forecasting Model for Predictive Parameter Control. In: Evolutionary Computation, 22(2): 319–349 (2014)
- Lars Grunske: An effective sequential statistical test for probabilistic monitoring. In: Information and Software Technology, 53(3): 190–199 (2011)
- mit Radu Calinescu, Marta Z. Kwiatkowska, Raffaela Mirandola, Giordano Tamburrelli: Dynamic QoS Management and Optimization in Service-Based Systems. In: IEEE Transactions on Software Engineering, 37(3): 387–409 (2011)